# Дрелл, Сидни
Сидни Дэвид Дрелл (англ. Sidney David Drell; 13 сентября 1926, Атлантик-Сити, Нью-Джерси, США — 21 декабря 2016, Пало-Алто, Калифорния, США) — американский физик-теоретик, работавший в области теоретической физики элементарных частиц, а также специалист по контролю за вооружениями. Член Национальной академии наук США (1969).

## Биография
Сидни Дрелл родился 13 сентября 1926 года в Атлантик-Сити (штат Нью-Джерси, США) в семье еврейских иммигрантов из Российской империи. В 16-летнем возрасте он был принят в Принстонский университет, который окончил в 1946 году, получив степень бакалавра по специальности «физика».
После этого Дрелл продолжил обучение в Иллинойсском университете в Урбане-Шампейне, получив в 1947 году степень магистра, а затем, в 1949 году, и докторскую степень (Ph.D.). Его научным руководителем был Сидни Данкофф, а диссертация состояла из трёх частей — часть I: «Магнитный коэффициент внутренней конверсии»; часть II: «Электростатическое рассеяние нейтронов»; часть III: «Аномальные магнитные моменты нуклонов» (англ. Part I: Magnetic internal conversion coefficient; Part II: Electrostatic scattering of neutrons; Part III: Anomalous magnetic moments of nucleons).
С 1950 года Дрелл в течение двух лет преподавал физику в Стэнфордском университете, а затем занимался исследовательской и преподавательской работой в Массачусетском технологическом институте. В 1956 году Дрелл получил должность профессора физики Стэнфордского университета и вернулся в Калифорнию. Впоследствии также работал в Национальной ускорительной лаборатории SLAC, с 1969 по 1998 год был заместителем её директора.
В 1986 году Сидни Дрелл был президентом Американского физического общества.

## Научные результаты
Основные научные интересы Дрелла были связаны с квантовой электродинамикой и квантовой хромодинамикой. В 1970 году вместе с Янем Дунмао Дрелл описал механизм, впоследствии получивший название процесса Дрелла—Яна. Этот механизм связан с рассеянием двух адронов, при котором кварк из одной частицы аннигилирует с антикварком из другой частицы, в результате чего образуется пара лептон-антилептон (например, электрон и позитрон).

## Награды и премии
- Премия Эрнеста Лоуренса (1972) — «за теоретические исследования области применимости квантовой электродинамики и за вклад в понимание электромагнитного процесса с участием адронов»[7].
- Премия памяти Рихтмайера (1978) — лекция When is a particle? (American Journal of Physics, 1978, v. 46, No. 6, p. 597—606)[8].
- Премия Лео Силарда (1980)[9].
- Премия имени И. Я. Померанчука (1998) — «за выдающийся вклад в квантовую теорию электродинамического адронного процесса и за развитие теории синхротронного излучения для будущих коллайдеров»[10].
- Премия Энрико Ферми (2000) — «за важный вклад в контроль над вооружениями и национальную безопасность <…>, [а также за] значительный вклад в понимание элементарных частиц»[11].
- Премия Румфорда (2008) — «за усилия, направленные на уменьшение глобальной угрозы, исходящей от ядерного оружия»[12].
- Национальная научная медаль США (2011) — «за вклад в квантовую теорию поля и квантовую хромодинамику, применение науки для формирования государственной политики в сфере безопасности и разведки, и за выдающийся вклад в качестве советника правительства США»[6][13].

## Некоторые публикации

### Книги
- J. D. Bjorken, S. D. Drell. Relativistic Quantum Mechanics. McGraw-Hill, 1964, ISBN 0-07-005493-2.
- J. D. Bjorken, S. D. Drell. Relativistic Quantum Fields. McGraw-Hill, 1965, ISBN 0-07-005494-0.
Русский перевод этих двух книг: Дж. Д. Бьёркен, С. Д. Дрелл. Релятивистская квантовая теория (в 2-х томах). — М., Наука, 1978.

### Статьи
- S. D. Drell, A. C. Hearn. Exact sum rule for nucleon magnetic moments, Physical Review Letters, 1966, v. 16, No. 20, p. 908—911.
- S. D. Drell, T.-M. Yan. Massive lepton pair production in hadron-hadron collisions at high-energies, Physical Review Letters, 1970, v. 25, No. 5, p. 316—320.
- S. J. Brodsky, S. D. Drell. Anomalous magnetic moment and limits on fermion substructure, Physical Review, 1980, v. D22, No. 9, p. 2236—2243.